# Дом Промышленности
Дом промышленности и торговли — здание в Екатеринбурге. Строительство было начато в 1930-е годы, продолжено — в 1940—1960-е годы. Является памятником конструктивизма, имеет статус памятника архитектуры федерального значения. В здании располагается НПО автоматики имени академика Н. А. Семихатова.

## История
Во второй половине 1920-х годов в крупных городах СССР началось сооружение домов промышленности — зданий нового типа, призванных стать символами индустриализации страны. Один из таких домов решено было возвести в Свердловске, на площади Парижской Коммуны. В 1927 году был объявлен конкурс, в котором победил проект Г. А. Симонова, А. И. Гегелло и Д. Л. Кричевского, однако в тот момент строительство не началось.
В 1930—1931 годах был проведён второй конкурс, победу в котором одержал проект К. Н. Афанасьева, Я. А. Корнфельда и И. Ф. Милиниса. Однако этот проект (несмотря на первую премию) был признан образцом «бумажной архитектуры», и здание начали строить по выигравшему вторую премию проекту архитекторов Д. Ф. Фридмана, В. И. Фидмана и Г. И. Глущенко и инженера П. Л. Пастернака. По замыслу создателей Дом промышленности должен был состоять из 7-этажного здания и отдельно стоящей 15-этажной башни общим объёмом 500 тыс. м³ и являться архитектурным центром города и главным штабом всей промышленности Урала.
В 1935 году на стройке произошёл крупный пожар, в результате которого сгорело несколько верхних этажей башни из построенных на тот момент пяти. После этого строительство башни было надолго заморожено, возобновлено в 1970-х годах, при этом проект был изменён, и здание стало 12-этажным.
После начала Великой Отечественной войны было прекращено строительство основного здания, а уже достроенную часть пришлось частично перестроить (в здании располагались эвакуированные в Свердловск военный госпиталь и наркомат металлургической промышленности). В конце 1940-х годов строительство продолжили уже по изменённому проекту, в частности были уменьшены размеры оконных проёмов, кроме того, одну из частей здания (по улице Луначарского) решено было сократить практически в два раза. Строительство было окончено в 1967 году.
В здании располагается НПО автоматики имени академика Н. А. Семихатова.